# Kluskapelle Frotheim

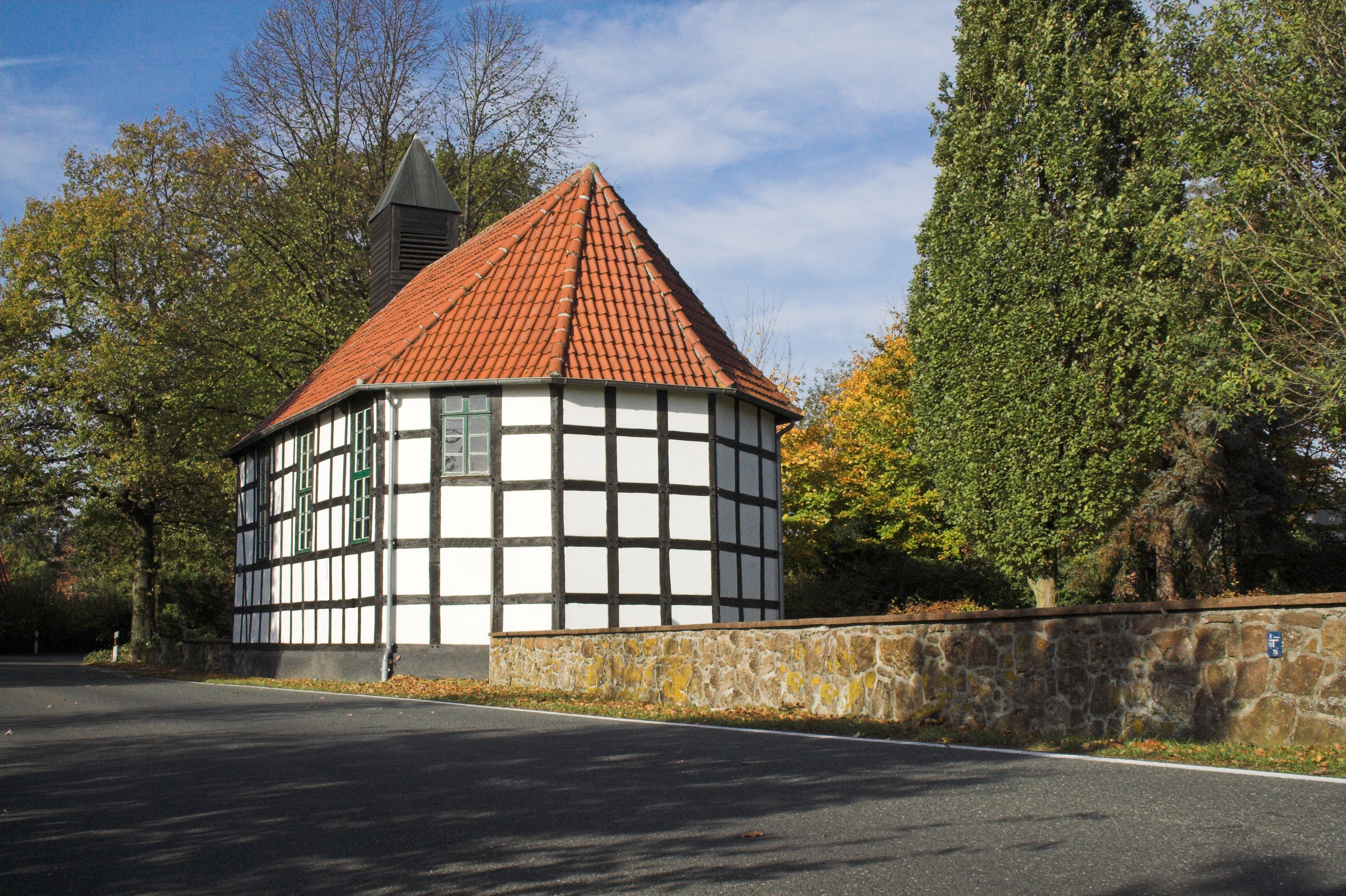
Evangelische Kluskapelle

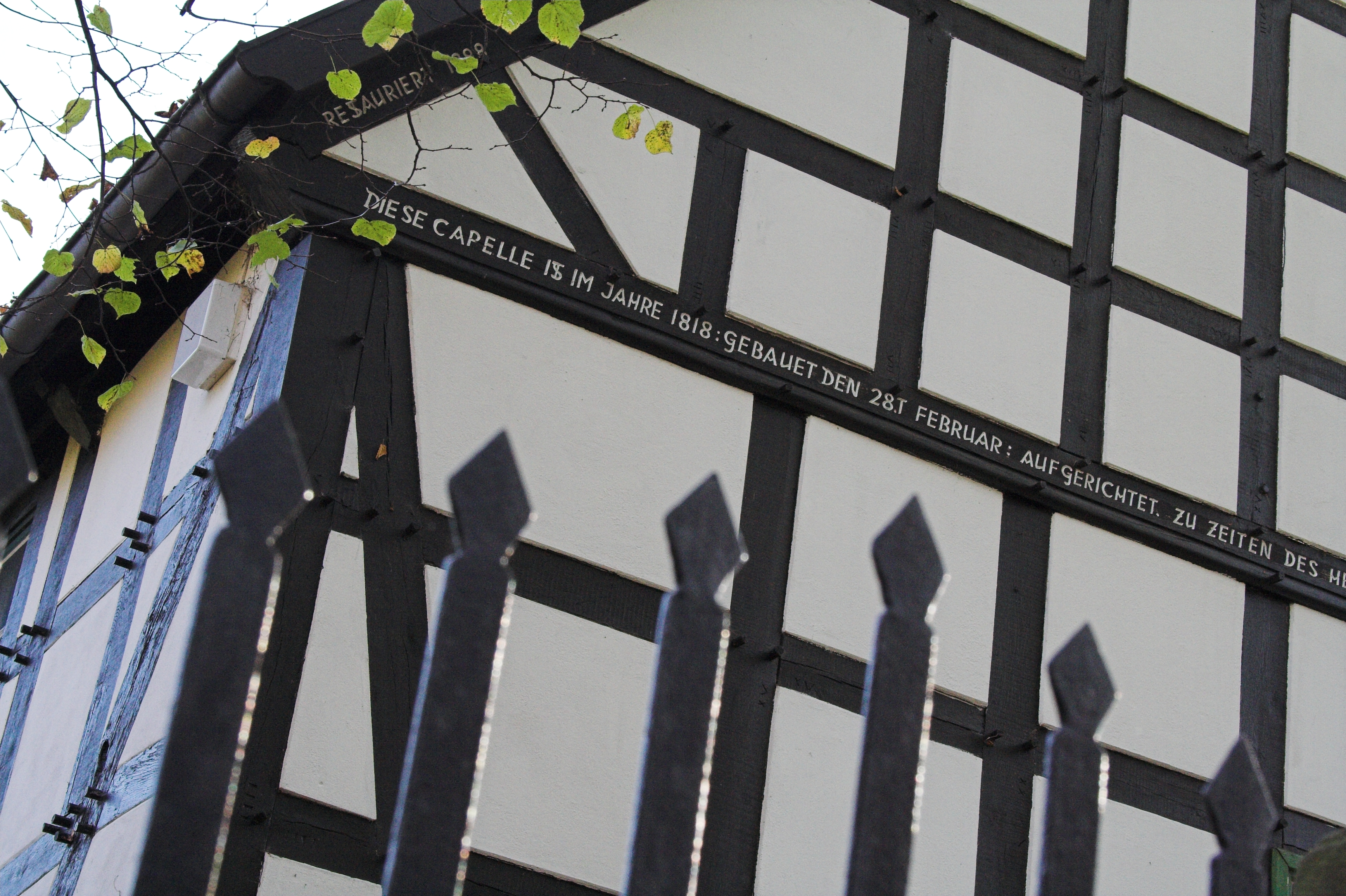
Inschriften im Giebel

Die evangelische Kluskapelle (auch Alte Klus) ist ein denkmalgeschütztes Kirchengebäude in der Kösterstraße in Frotheim, einem Stadtteil von Espelkamp im Kreis Minden-Lübbecke (Nordrhein-Westfalen).

## Geschichte und Architektur
Die Saalkirche mit einem dreiseitigen Chorschluss wurde 1818 von den Zimmermeistern Quade und Waßmann in Fachwerk errichtet. Im Inneren ist eine Balkendecke eingezogen. 
Der Altar, die Kanzel, das Gestühl und die Emporen stammen aus der Bauzeit der Kirche. Die Orgel wurde 1791 von Georg Quellhorst für das Schloss Hüffe gebaut und 1818 transloziert. 1999 wurde sie durch die Firma Speith-Orgelbau restauriert und erhielt ein neues elektrisches Gebläse.